# 시아오시 소발레니

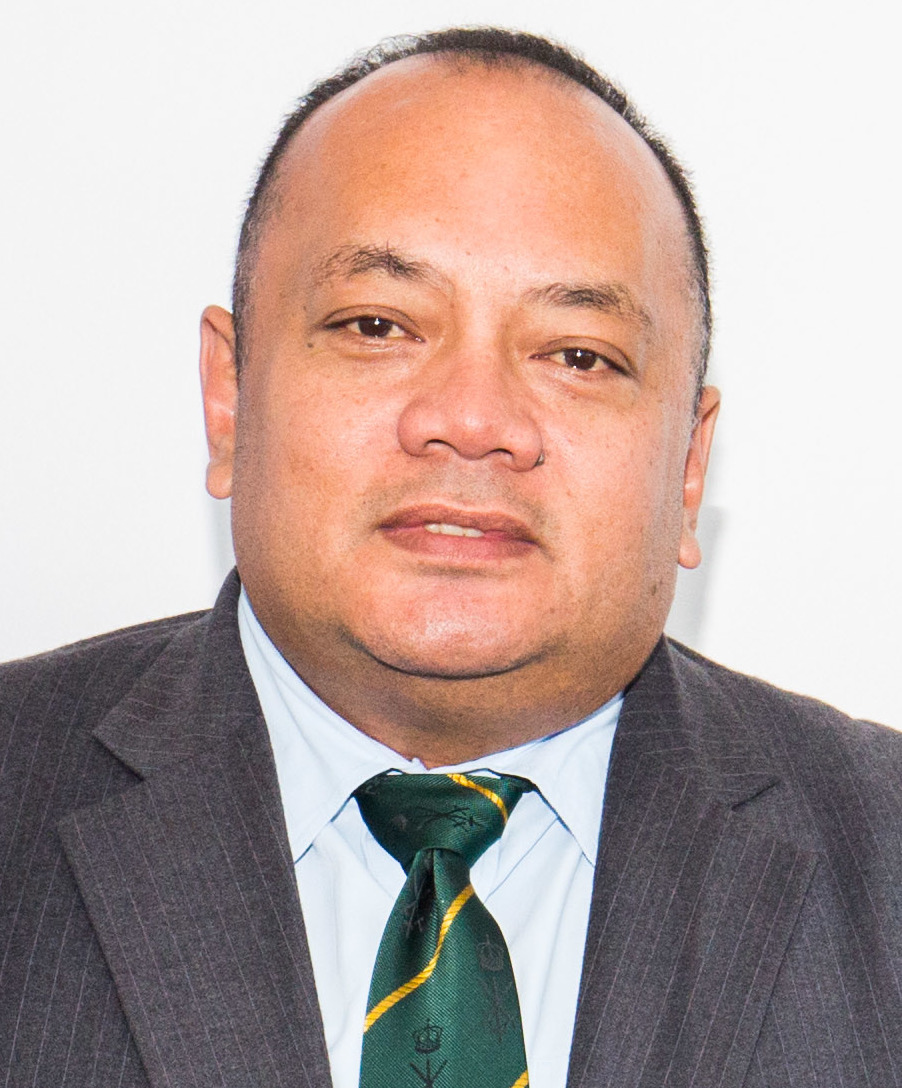
시아오시 소발레니(2017년)

시아오시 오파키바하폴라우 소발레니(영어: Siaosi ‘Ofakivahafolau Sovaleni, 1970년 2월 28일 ~ )는 통가의 정치인이다. 그는 제18대 통가의 총리를 지냈다. 작위는 후아카바메일리쿠(Hu’akavameiliku)이다.

## 생애
그는 통가 통가타푸 섬에서 귀족 집안에서 태어났으며, 그의 아버지는 통가 부총리를 지낸 랑이 카발리쿠이다. 뉴질랜드에서 고등학교를 졸업하고 오클랜드 대학교에서 컴퓨터과학으로 학사 학위를 얻었다. 이후 옥스퍼드 대학교에서 석사 학위를 취득하고, 피지의 수바에 위치한 사우스 퍼시픽 대학교에서 MBA를 거쳤다. 1996년부터 2010년까지 통가 재무부에서 공무원으로 근무했다. 이후 아시아개발은행의 태평양 부서에서 일하다가 2013년에 통가로 돌아왔다. 2014년 통가 총선거에서 통가타푸 3선거구에 출마하여 무소속으로 당선되었다. 아킬리시 포히바 내각에서 부총리와 환경통신대신을 지냈다. 2017년에는 투포우 6세가 국회를 해산하고 총선을 지시한 데 대해 지지하였다가 내각에서 물러났다. 2017년 통가 총선에서도 재선하였다. 통가타푸 섬의 평민 지역구 10곳 중에서 유일하게 프렌들리 제도 민주당 소속이 아닌 의원이었다. 통가의 수도권인 통가타푸 섬은 당시 포히바 총리와 프렌들리 제도 민주당이 압승했다. 2017년 통가 총선거에선 총리 선거에서 출마하였으나 프렌들리 제도 민주당 14표를 얻은 포히바보다 2표낮은 12표를 얻어 패하였다. 2021년 통가 총선거에서 프렌들리 제도 민주당이 3석, 통가 인민민주당이 1석을 얻었는데 실질적으로 많은 무소속 후보들이 통가 인민당과 연대하고 있다. 소발레니도 3선 의원이 되었다. 지역구 기반이 좋은지 모든 선거구에서 최다 득표인 2,084표를 얻었다. 시아오시 소발레니는 아이사케 에케와 총리 선거에서 대결하여 26표 중 16표를 얻어 18대 총리로 선출되었다. 같은 해 12월 27일에 공식 취임하였다. 2024년 12월 9일 퇴임하였다.